# Mario Pio Gaspari
Mario Pio Gaspari (* 8. April 1918 in San Felice sul Panaro, Provinz Modena; † 23. Juni 1983) war ein italienischer Geistlicher, römisch-katholischer Erzbischof und Diplomat des Heiligen Stuhls.

## Leben
Mario Pio Gaspari empfing am 21. Juli 1940 die Priesterweihe. Anfang Oktober 1968 war Mario Pio Gaspari stellvertretender Unterstaatssekretär im Staatssekretariat des Heiligen Stuhls und besuchte Manlio Giovanni Brosio zur Seelsorge beim Nordatlantikrat in Brüssel. Er wurde am 6. Juni 1973 von Papst Paul VI. zum Titularerzbischof von Numida und Apostolischen Legaten in Mexiko ernannt. Am 29. Juni 1973 spendete ihm der Papst im Petersdom die Bischofsweihe; Mitkonsekratoren waren Kurienerzbischof Agostino Casaroli und Erzbischof Bernardin Gantin, Sekretär der Kongregation für die Evangelisierung der Völker. Mario Pio Gaspari wurde am 16. November 1977 zum Apostolischen Pro-Nuntius für Japan ernannt. Im April 1982 leitete er die Trauerfeierlichkeiten für den Franziskanermissionar in Japan, Zenon Żebrowski.